# Stepán Krasovski
Stepán Akímovich Krasovski (en ruso: Степа́н Аки́мович Красо́вский; Gluji, Imperio ruso, 8 de agosto de 1897 – Moscú. Unión Soviética, 21 de abril de 1983) fue un líder militar soviético que combatió en las filas de la Fuerza Aérea Soviética durante la Segunda Guerra Mundial. Por su actuación en la batalla de Berlín se le concedió el título de Héroe de la Unión Soviética el 29 de mayo de 1945. Después de la guerra permaneció en las fuerzas aéreas y en 1959 alcanzó el rango de mariscal de Aviación

## Biografía

### Infancia y juventud
Stepán Krasovski nació el 20 de agosto de 1897 en el seno de una familia de campesinos bielorrusos, en Gluji, una pequeña localidad rural situada en la gobernación de Maguilov —entonces parte del Imperio ruso, actualmente ubicada en el raión de Bychov del óblast de Maguilov en Bielorrusia—. En 1915, se graduó en la escuela primaria superior en Bykhov y después trabajó en la oficina de correos de Seletsk.
Fue reclutado por el Ejército Imperial Ruso en mayo de 1916 para combatir en la Primera Guerra Mundial. Después de graduarse de cursos de mecánica de telégrafos inalámbricos, fue ascendido a suboficial (Unter-ofitser) y nombrado jefe de una estación de radio en el destacamento de aviación del 20.º Cuerpo de Ejército del Frente Oeste. Después de la Revolución de Febrero, fue trasladado al Destacamento de Aviación del 25.º Cuerpo.
En octubre de 1917, se unió a la Guardia Roja. Fue trasladado con el destacamento de aviación a la ciudad de Yefrémov en diciembre de 1917, donde se unió al Ejército Rojo en febrero de 1918 durante la guerra civil rusa. Krasovski sirvió como mecánico de motores en el Tercer Destacamento de Aviación de Tver, luego, desde octubre de 1918, fue mecánico de motores y comisario militar del 33.º Destacamento de Aviación. Luchó en el Frente Oriental y en el Frente del Cáucaso, participando en la invasión de Azerbaiyán por parte del Ejército Rojo. Desde mayo de 1920, se desempeñó como observador y luego como comisario del 1.er Destacamento de Aviación de Azerbaiyán y de la Fuerza Aérea del 11.º Ejército. Participó en la represión de la revuelta antisoviética en los Uyezd de Lankaran y Elizavétpol durante septiembre y octubre. A principios de 1921, fue nombrado comisario militar del Cuartel General de Campo de la Fuerza Aérea del 11.º Ejército y participó en la invasión de Georgia por parte del Ejército Rojo.

### Periodo de entreguerras
Después del final de la guerra, continuó sirviendo en la Fuerza Aérea Soviética como comisario hasta 1925: como comisario militar del 47.º Destacamento Consolidado de Aviación del Transcáucaso y del Escuadrón Rojo de Moscú de las Fuerzas Aéreas del Distrito Militar de Moscú. En noviembre de 1927 se graduó en el Cursos de Perfeccionamiento para Oficiales Superiores del Ejército Rojo (KUVNAS) de la Fuerza Aérea en la Academia Aérea Militar Zhukovsky y, posteriormente, nombrado comandante y comisario militar del 3.er Destacamento de Aviación de la Fuerza Aérea del Distrito Militar de Moscú. En marzo de 1933, se convirtió en comandante y comisario militar de la 253.ª Brigada de Aviación de Asalto Ligero de las Fuerzas Aéreas del Distrito Militar de Leningrado y en diciembre de 1935, cuando se reintrodujeron los rangos militares, recibió el rango de kombrig.
En 1936, se graduó en el departamento de operaciones de la Academia Aérea Militar Zhukovsky y fue nombrado comandante y comisario militar de la 147.ª Brigada de Aviación de Bombarderos de Alta Velocidad de las Fuerzas Aéreas del Distrito Militar de Leningrado. Desde julio de 1937 estuvo al mando del 1.er Cuerpo de Aviación del distrito, que controlaba las brigadas de la fuerza aérea del distrito. En abril de 1938 fue nombrado jefe de la Región de Aviación de la Séptima Brigada del distrito y, en octubre de 1939, jefe de las bases aéreas de la región de Múrmansk.
Cuando comenzó la guerra de Invierno, fue nombrado comandante de las Fuerzas Aéreas del 14.º Ejército, al mismo tiempo que se desempeñaba como comandante de la Brigada de Aviación de Múrmansk. En enero de 1940 se convirtió en subcomandante de las Fuerzas Aéreas del 14.º Ejército para la aviación de bombarderos. Después del final de la guerra, fue nombrado jefe de la Escuela de Aviación Militar de Krasnodar en abril de 1940 y fue ascendido a mayor general el 4 de junio, cuando cambió el sistema de rangos. Desde febrero de 1941 se desempeñó como subcomandante de las Fuerzas Aéreas del Distrito Militar del Cáucaso Norte para instituciones educativas militares. En junio fue nombrado comandante de la fuerza aérea del distrito.

### Segunda Guerra Mundial
Después de que comenzó la Operación Barbarroja, Krasovsky continuó sirviendo como comandante de la fuerza aérea del distrito y en octubre de 1941 fue nombrado comandante de las Fuerzas Aéreas del 56.º Ejército Independiente del Frente Sur. En este cargo participó en la Batalla de Rostov. Desde enero de 1942 estuvo al mando de las Fuerzas Aéreas del Frente de Briansk. Asumió el mando del 2.º Ejército Aéreo en mayo, comandándolo en los frentes de Briansk y Vorónezh. Bajo su mando, el ejército proporcionó apoyo aéreo durante las operaciones defensivas en la primavera y el verano de 1942 en el sector de Vorónezh. En noviembre de 1942 fue nombrado comandante del 17.º Ejército Aéreo, parte de los frentes de Stalingrado y Suroeste, y ascendido a teniente general el 20 de diciembre. Bajo su mando, el ejército brindó apoyo aéreo en la contraofensiva soviética en Stalingrado, la ofensiva de Ostrogozhsk-Rossosh y la ofensiva del Dombás.
En marzo de 1942, volvió a asumir el mando del 2.º Ejército Aéreo y lo comandaría durante el resto de la guerra. Bajo su mando, el ejército participó en un gran número de batallas integrado en los frentes suroeste, Vorónezh y Primer Frente ucraniano, entre otras participó en las operaciones ofensivas: de Kursk, Dniéper, Kiev, Zhitómir-Berdichev, Korsun-Cherkasy, Proskurov-Chernivts, Lvov-Sandomierz, Baja Silesia y finalmente en la batalla de Berlín. El 4 de febrero de 1944 fue ascendido a coronel general y el 29 de mayo de 1945 recibió el título de Héroe de la Unión Soviética.

### Posguerra
Después de la guerra, continuó al mando del 2.º Ejército Aéreo, con base en Austria. Fue enviado al mando de las Fuerzas Aéreas del Lejano Oriente en mayo de 1947. Desde septiembre de 1951 hasta agosto de 1952 fue el principal asesor militar de la Fuerza Aérea del Ejército Popular de Liberación. En agosto de 1952 regresó a la Unión Soviética para comandar las Fuerzas Aéreas del Distrito Militar de Moscú. Desde junio de 1953 hasta abril de 1955, sirvió sucesivamente como comandante de las Fuerzas Aéreas de los distritos militares de Bielorrusia y del Cáucaso Norte. En abril de 1955, ocupó el puesto de comandante del 26.º Ejército Aéreo en el Distrito Militar de Bielorrusia.
Krasovski dejó el mando operativo en abril de 1956 para convertirse en jefe de la Academia Aérea Militar Bandera Roja, cargo que ocupó hasta mayo de 1968, siendo ascendido a mariscal de aviación el 8 de mayo de 1959. También fue miembro de la Comisión Central de Auditoría de 1961 a 1966. Se jubiló en octubre de 1968, aunque se reintegró en la fuerza aérea en julio de 1970 por decisión del Politburó y fue nombrado inspector militar y asesor del Grupo de Inspectores Generales del Ministerio de Defensa de la URSS, un puesto sinecura para oficiales superiores de edad avanzada. Krasovski murió el 21 de abril de 1983 en Moscú y fue enterrado en Mónino.

## Rangos militares
- Kombrig (4 de diciembre de 1935)

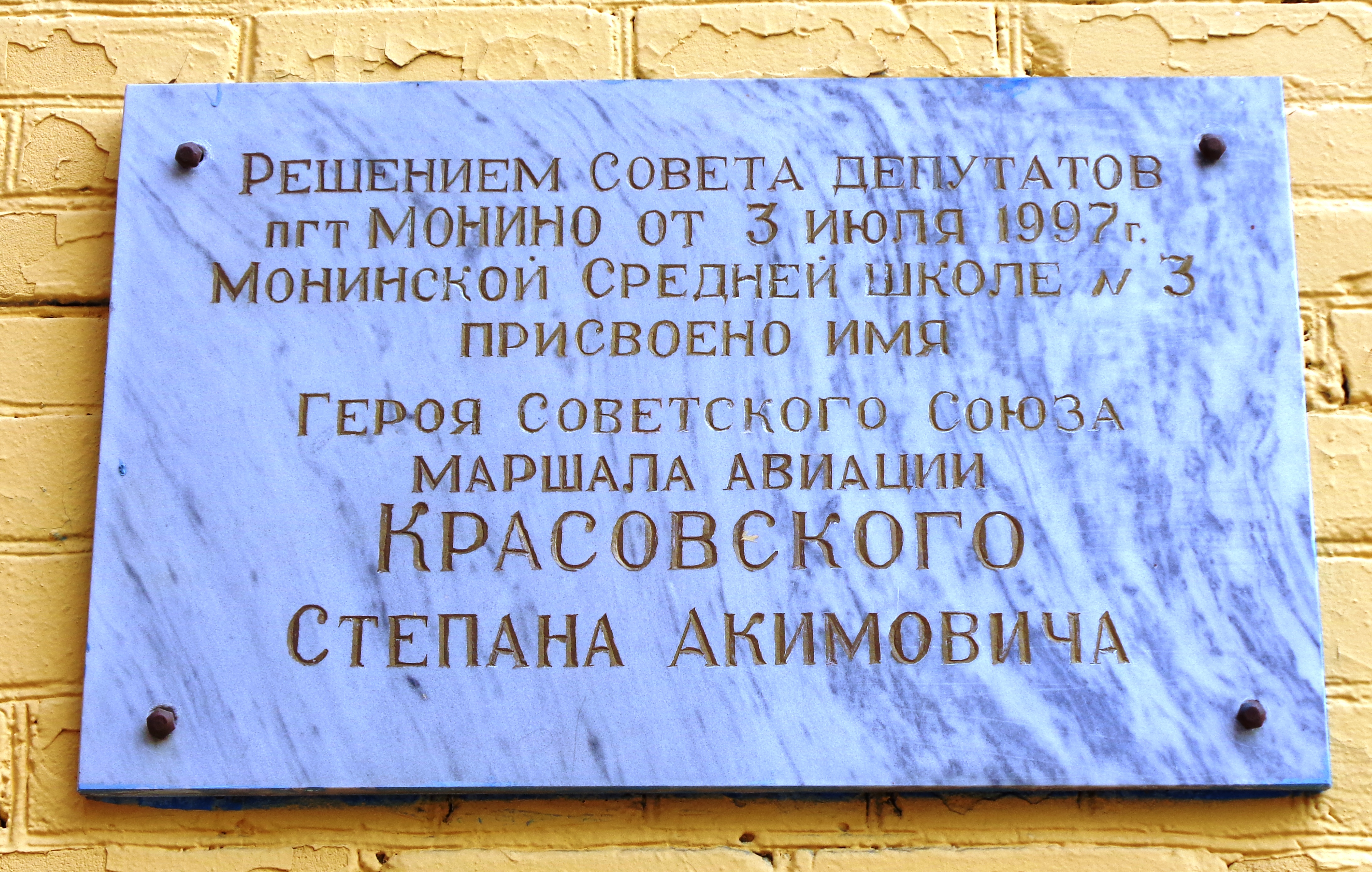
Placa conmemorativa del mariscal en la fachada del edificio de la escuela número 3 de Mónino, que lleva su nombre

- Mayor general de Aviación (4 de junio de 1940)
- Teniente general de Aviación (20 de diciembre de 1942)
- Coronel general de Aviación (4 de febrero de 1944)
- Mariscal de Aviación (8 de mayo de 1959)[4]

## Condecoraciones
Unión Soviética
- Héroe de la Unión Soviética (29 de mayo de 1945)
- Orden de Lenin, seis veces (19 de enero de 1943, 21 de febrero de 1945, 6 de abril de 1945, 29 de mayo de 1945, 15 de septiembre de 1961 y 7 de agosto de 1967)
- Orden de la Revolución de Octubre (19 de agosto de 1977)
- Orden de la Bandera Roja, cuatro veces (23 de noviembre de 1942, 3 de noviembre de 1944, 6 de noviembre de 1947 y 11 de octubre de 1968)
- Orden de Suvórov de 1.er grado  (19 de agosto de 1944) y de 2.do grado (27 de agosto de 1943)
- Orden de Kutúzov de 1.er grado (29 de mayo de 1944)
- Orden de Bohdán Jmelnitski de 1.er grado (10 de enero de 1944)
- Orden de la Estrella Roja  (27 de octubre de 1932)
- Orden del Servicio a la Patria en las Fuerzas Armadas de la URSS de 3.er grado (30 de abril de 1975)
- Medalla del 20.º Aniversario del Ejército Rojo de Obreros y Campesinos
- Medalla Conmemorativa por el Centenario del Natalicio de Lenin
- Medalla por la Defensa de Stalingrado
- Medalla por la Defensa del Cáucaso
- Medalla por la Victoria sobre Alemania en la Gran Guerra Patria 1941-1945
- Medalla Conmemorativa del 20.º Aniversario de la Victoria en la Gran Guerra Patria de 1941-1945
- Medalla Conmemorativa del 30.º Aniversario de la Victoria en la Gran Guerra Patria de 1941-1945
- Medalla por la Conquista de Berlín
- Medalla por la Liberación de Praga
- Medalla de Veterano de las Fuerzas Armadas de la URSS
- Medalla por el Fortalecimiento de la Cooperación Militar
- Medalla del 30.º Aniversario de las Fuerzas Armadas de la URSS
- Medalla del 40.º Aniversario de las Fuerzas Armadas de la URSS
- Medalla del 50.º Aniversario de las Fuerzas Armadas de la URSS
- Medalla del 60.º Aniversario de las Fuerzas Armadas de la URSS

Otros países
- Orden Virtuti Militari de 3.er grado (Polonia)
- Orden de la Cruz de Grunwald de 1.er grado (Polonia)
- Orden al Mérito de la Patria en oro (República Democrática Alemana, 8 de mayo de 1975)
- Orden del León Blanco de 2.do grado (Checoslovaquia)
- Cruz de la Guerra de Checoslovaquia (1939 - 1945) (Checoslovaquia)
- Orden al Mérito Militar (Mongolia, 6 de julio de 1971)
- Medalla Conmemorativa del 20.º Aniversario del Levantamiento Nacional Eslovaco (Checoslovaquia)
- Medalla por el Fortalecimiento de la Amistad en Armas de 1.er grado (Checoslovaquia)
- Medalla Hermandad en Armas en oro (RDA)
- Medalla del 20.º Aniversario del Ejército Popular Búlgaro (Bulgaria, 22 de agosto de 1964)
- Medalla del 90.º Aniversario del Nacimiento de Georgi Dimitrov (Bulgaria, 23 de febrero de 1974)
- Medalla de la Amistad Chino-Soviética (República Popular China)
- Medalla del 50.º Aniversario de la Revolución Popular de Mongolia (Mongolia, 16 de diciembre de 1971)
- Medalla del 60.º Aniversario de las Fuerzas Armadas de la República Popular de Mongolia (Mongolia, 29 de diciembre de 1981)
- Medalla Conmemorativa XX Aniversario de las Fuerzas Armadas Revolucionarias (Cuba)